# Moisage
Le moisage (on dit aussi moisement) est un terme désignant un mode de rassemblement de pièces de bois ou de béton (fréquemment des poutres). Plus précisément, le moisage correspond au type d'entaille qui a été faite sur les moises (les deux pièces de bois parallèles qui en encadrent une autre) et/ou sur la pièce de bois encadrée. Si seul le duo de moises est entaillé mais pas la pièce centrale, on parle de moisissage ou de moisement presque simple, et si ce sont les moises et la pièce centrale qui sont toutes trois entaillées, on parle de moisage ou de moisement double.
Ce terme est plus fréquemment utilisé en architecture, mais aussi lorsque l'on parle d'énergies renouvelables puisque le bois est un matériau qui revient de plus en plus comme structure maîtresse des bâtiments.[pas clair]